# Cis longipilis
Cis longipilis is een keversoort uit de familie houtzwamkevers (Ciidae). De wetenschappelijke naam van de soort werd in 1930 gepubliceerd door Maurice Pic.